# Elizabeth Bogush
Elizabeth Bogush, född 24 september 1977 i Perth Amboy, New Jersey, USA, skådespelerska.

## Filmografi (urval)
- Scrubs (TV-serie) (2001) (som Alex i episod 1.12, 1.13, 1.14)
- The Mountain (TV-serie) (2004) (Som Maxine Dowling, sändes på TV3)
- Eastside (1999)